# Johanna Konta
Johanna Konta (* 17. Mai 1991 in Sydney) ist eine ehemalige australisch-britische Tennisspielerin. Sie spielte zunächst für Australien, von 2012 bis zu ihrem Rücktritt 2021 trat sie für Großbritannien an.

## Karriere
Johanna Konta, Enkelin des ungarischen Fußballnationalspielers Tamás Kertész, begann mit acht Jahren mit dem Tennisspielen. Sie besitzt die britische, australische und ungarische Staatsbürgerschaft.
2006 debütierte Konta auf der ITF Women’s World Tennis Tour und gewann 2008 ihren ersten Profititel. 2009 gewann sie erstmals ein Turnier der $25.000-Kategorie in Waterloo, 2010 folgte in Redding ihr erster Titel der $50.000-Kategorie. Im selben Jahr spielte sie in der Qualifikation von Kopenhagen erstmals auf der WTA Tour und scheiterte in der zweiten Runde. 2011 gelang ihr dort der erstmalige Sprung in ein WTA-Hauptfeld, zum Auftakt musste sie sich aber Lucie Šafářová geschlagen geben. Nach zwei weiteren Turniersiegen der $25.000-Kategorie in Woking-Foxhill und Rancho Mirage, stand Konta 2012 wiederum in Kopenhagen in der Hauptrunde eines WTA-Turniers und zog dort erstmals in die zweite Runde ein, wobei sie von der Aufgabe ihrer Erstrundengegnerin Xenija Perwak profitierte. Im Anschluss erhielt sie die britische Staatsbürgerschaft und erhielt daraufhin eine Wildcard für die Hauptrunde von Wimbledon, in der sie zum Auftakt Christina McHale in der Verlängerung des dritten Satzes unterlag. Bei den US Open qualifizierte sie sich danach ebenfalls für das Hauptfeld, wo sie nach einem Sieg über Tímea Babos in die zweite Runde vorrückte, in der sie gegen Wolha Hawarzowa ausschied.
Auch 2013 scheiterte Konta in Wimbledon, erneut mit einer Wildcard ausgestattet, in der ersten Runde an Jelena Janković. Anschließend gewann sie in Winnipeg zunächst ein ITF-Turnier der $25.000-Kategorie, bevor sie in der Folgewoche ihren bis dahin größten Titel beim $100.00-Turnier in Vancouver errang. Im darauffolgenden Jahr stieß sie bei den WTA-Turnieren in Nottingham und Eastbourne auf Rasen jeweils in die zweite Runde vor. Nach vielen Jahren auf der ITF-Tour, gelang Konta in der zweiten Hälfte der Saison 2015 der internationale Aufstieg. In Nottingham stand sie zum ersten Mal im Viertelfinale eines WTA-Turniers und schlug anschließend in Eastbourne mit Jekaterina Makarowa erstmals eine Spielerin aus den Top 10 der Weltrangliste, bevor sie dort ebenfalls im Viertelfinale gegen Belinda Bencic unterlag. Auf amerikanischem Hartplatz startete sie anschließend eine Serie von 16 Siegen am Stück und gewann erst beim ITF-Turnier der $50.000-Kategorie in Granby, verteidigte danach ihren Titel in Vancouver und qualifizierte sich schließlich für die Hauptrunde der US Open, bei denen sie nach einem Erfolg gegen Garbiñe Muguruza sowie einem darauffolgenden Sieg über Andrea Petković bis ins Achtelfinale kam, in dem sie von Petra Kvitová aus dem Turnier genommen wurde. Im Anschluss daran erreichte Konta in Wuhan, ebenfalls aus der Qualifikation kommend, durch ihren dritten Top-10-Erfolg des Jahres gegen Simona Halep die Runde der letzten Acht, in der sie Venus Williams in drei Sätzen unterlag, und schloss die Saison damit erstmals unter den besten 50 im Ranking ab.
Anfang 2016 knüpfte Konta an ihre starken Ergebnisse des vergangenen Jahrs an und rückte bei den Australian Open bis ins Halbfinale vor, in dem sie erst von der späteren Siegerin Angelique Kerber geschlagen werden konnte. In Miami konnte sie anschließend zum ersten Mal bei einem Turnier der Premier-Mandatory-Kategorie ins Viertelfinale einziehen. Nach durchwachsenen Resultaten in Europa, wo sie in Eastbourne auf Rasen mit dem Erreichen des Halbfinals, in dem sie gegen Karolína Plíšková ausschied, ihr bestes Ergebnis erzielte, gewann sie in Stanford nach einem Dreisatzsieg im Endspiel gegen Venus Williams ihren ersten WTA-Titel. Beim Rogers Cup in Montreal kam Konta danach in die Runde der letzten Acht, ebenso bei den Olympischen Spielen in Rio de Janeiro, wo sie im Einzelwettbewerb Stephanie Vogt, Caroline Garcia und Swetlana Kusnezowa schlug, bevor sie abermals gegen Angelique Kerber verlor. Im Doppel erreichte Konta an der Seite von Heather Watson die zweite Runde und schied dort gegen Chan Hao-ching und Chan Yung-jan aus. Es folgte bei den US Open ihre erstmalige Teilnahme am Achtelfinale, in dem sie von Anastasija Sevastova besiegt wurde, bevor sie in Asien in Wuhan erneut ins Viertelfinale vorstieß und anschließend in Peking nach Siegen unter anderem gegen Karolína Plíšková und Madison Keys ihr erstes Premier-Mandatory-Finale spielte, das sie gegen Agnieszka Radwańska in zwei Sätzen verlor. Durch den Erfolg gelang Konta der Sprung unter die Top 10 der Weltranglisten sowie die erstmalige Qualifikation für die WTA Elite Trophy 2016 in Zhuhai. Dort setzte sie sich in der Gruppenphase zunächst gegen Samantha Stosur und Caroline Garcia durch, unterlag jedoch im Halbfinale Elina Switolina. Am Ende des Jahres wurde sie von der WTA zu der Aufsteigerin des Jahres gewählt.
Zum Auftakt der Saison 2017 errang Konta in ihrer Geburtsstadt Sydney ihren zweiten Tour-Titel; im Finale schlug sie diesmal Agnieszka Radwańska. Bei den Australian Open zog sie anschließend ins Viertelfinale ein, das sie gegen Serena Williams verlor. Ihren bis dahin größten Karriereerfolg erzielte sie im Anschluss in Miami, wo sie nach Siegen über Simona Halep, Venus Williams und im Finale gegen Caroline Wozniacki ihren ersten Sieg bei einem Premier-Mandatory-Turnier feiern konnte. Im Anschluss an eine enttäuschende Sandplatzsaison mit einer Erstrundenniederlage bei den French Open, meldete sich Konta auf Rasen mit einem weiteren Finale in Nottingham zurück, in dem sie Donna Vekić unterlag. Nach einer weiteren Halbfinalteilnahme in Eastbourne, wo sie auch die Weltranglistenführende Angelique Kerber besiegen konnte, kam sie in Wimbledon nach einem Dreisatzsieg über Simona Halep erstmals unter die letzten Vier, verlor dort aber gegen Venus Williams. Trotzdem erzielte sie in der Folgewoche mit Rang vier ihre höchste Weltranglistenposition. Den Anstrengungen Tribut zollend, konnte Konta ihre Leistungen auf der abschließenden Hartplatzsaison nicht wiederholen und beendete die Saison nach dem Einzug ins Viertelfinale von Cincinnati, in dem sie gegen Simona Halep ausschied, mit fünf Niederlagen in Serie. Wie im Vorjahr auch, verpasste sie als Weltranglistenneunte die Teilnahme an den WTA Championships 2017 in Singapur nur knapp.
2018 kam Konta nicht an die Ergebnisse der letzten beide Saisons heran. Bei keinem der vier Grand-Slam-Turniere überstand sie die zweite Runde. Zudem erreichte sie nur ein einziges Endspiel auf der WTA Tour, bei einem kleineren Turnier in Nottingham, jedoch verlor sie das Endspiel dort gegen Ashleigh Barty. In Miami erreichte sie als Titelverteidigerin das Achtelfinale, in dem sie einmal mehr Venus Williams unterlag, ebenso in Rom und in Montreal. Lediglich in San José konnte Konta auf sich aufmerksam machen, als sie Serena Williams in der ersten Runde mit 6:1 und 6:0 schlug und der US-Amerikanerin die höchste Niederlage ihrer Karriere zufügte. Durch eine Halbfinalteilnahme zum Jahresabschluss beim Kremlin Cup in Moskau, konnte Konta die Saison doch noch unter den Top 40 im Ranking beenden. Erst zum Beginn der Sandplatzsaison 2019 befreite sich Konta allmählich aus ihrem Formtief. Zunächst erreichte sie in Rabat das Endspiel bei einem kleineren WTA-Turnier, in dem sie sich Maria Sakkari geschlagen geben musste. Danach stieß sie in Rom unter anderem nach Siegen gegen die Top-10-Spielerinnen Sloane Stephens und Kiki Bertens bis ins Endspiel vor, in dem sie erst von Karolína Plíšková gestoppt werden konnte. Starke Resultate feierte Konta in der Folge vor allem bei den Grand-Slam-Turnieren. In Paris, wo Konta zuvor noch kein Sieg im Hauptfeld gelang, zog sie nach einem weiteren Erfolg gegen Sloane Stephens ins Halbfinale ein, in dem sie Markéta Vondroušová unterlag. Auch in Wimbledon rückte sie danach durch ihren zwanzigsten Top-10-Erfolg gegen Petra Kvitová in die Runde der letzten Acht vor, doch scheiterte sie dort an Barbora Strýcová. Bei den US Open kam sie schließlich ebenfalls ins Viertelfinale und schlug dort die Weltranglistendritte Plíšková, bevor sie in ihrem letzten Saisonspiel von Elina Switolina geschlagen wurde. Das Jahr beendete Konta daraufhin auf Rang zwölf.
2011 gab Konta beim 3:0-Sieg über Bosnien und Herzegowina ihren Einstand für die britische Fed-Cup-Mannschaft. Seitdem hat sie für ihr Land 30 Partien im Einzel und Doppel bestritten, von denen sie 20 gewinnen konnte (Einzelbilanz 18:7).
2017 kam es bei der Playoff-Begegnung gegen Rumänien zu einem Eklat, als der rumänische Teamkapitän Ilie Năstase Johanna Konta sowie die britische Mannschaftsführerin Anne Keothavong während Kontas Eröffnungsmatches gegen Sorana Cîrstea verbal angriff. Weil die Britin in Tränen ausbrach, musste die Begegnung unterbrochen werden. Năstase wurde daraufhin bis zum Ende des Duells, das Rumänien mit 3:2 für sich entschied, vom Austragungsort verwiesen und anschließend bis inklusive 2020 für weitere Fed-Cup-Partien gesperrt.
Am 1. Dezember 2021 gab sie ihren Rücktritt vom Spitzensport bekannt.

## Turniersiege

### Einzel
| Nr. | Datum              | Turnier       | Kategorie             | Belag     | Finalgegnerin       | Ergebnis         |
| --- | ------------------ | ------------- | --------------------- | --------- | ------------------- | ---------------- |
| 1.  | 11. Mai 2008       | Mostar        | ITF $10.000           | Sand      | Janina Toljan       | 6:3, 3:6, 6:4    |
| 2.  | 28. Juni 2009      | Waterloo      | ITF $25.000           | Sand      | Heidi El Tabakh     | 6:2, 3:6, 6:3    |
| 3.  | 16. Mai 2010       | Raleigh       | ITF $50.000           | Sand      | Lindsay Lee-Waters  | 6:2, 5:7, 6:4    |
| 4.  | 22. August 2010    | Westende      | ITF $10.000           | Hartplatz | Nicky Van Dyck      | 6:1, 6:0         |
| 5.  | 16. Juli 2011      | Woking        | ITF $25.000           | Hartplatz | Laura Robson        | 6:4, 1:1 Aufgabe |
| 6.  | 11. September 2011 | Madrid        | ITF $10.000           | Hartplatz | Lucy Brown          | 6:2, 6:1         |
| 7.  | 12. Februar 2012   | Rancho Mirage | ITF $25.000           | Hartplatz | Lenka Wienerová     | 6:0, 6:4         |
| 8.  | 28. Juli 2013      | Winnipeg      | ITF $25.000           | Hartplatz | Samantha Murray     | 6:3, 6:1         |
| 9.  | 4. August 2013     | Vancouver     | ITF $100.000          | Hartplatz | Sharon Fichman      | 6:4, 6:2         |
| 10. | 26. Juli 2015      | Granby        | ITF $50.000           | Hartplatz | Stéphanie Foretz    | 6:2, 6:4         |
| 11. | 23. August 2015    | Vancouver     | ITF $100.000          | Hartplatz | Kirsten Flipkens    | 6:2, 6:4         |
| 12. | 24. Juli 2016      | Stanford      | WTA Premier           | Hartplatz | Venus Williams      | 7:5, 5:7, 6:2    |
| 13. | 13. Januar 2017    | Sydney        | WTA Premier           | Hartplatz | Agnieszka Radwańska | 6:4, 6:2         |
| 14. | 1. April 2017      | Miami         | WTA Premier Mandatory | Hartplatz | Caroline Wozniacki  | 6:4, 6:3         |
| 15. | 13. Juni 2021      | Nottingham    | WTA 250               | Rasen     | Zhang Shuai         | 6:2, 6:1         |

### Doppel
| Nr. | Datum           | Turnier        | Kategorie    | Belag     | Partnerin     | Finalgegnerinnen                        | Ergebnis         |
| --- | --------------- | -------------- | ------------ | --------- | ------------- | --------------------------------------- | ---------------- |
| 1.  | 12. März 2011   | Irapuato       | ITF $25.000  | Hartplatz | Tímea Babos   | Macall Harkins Nicole Rottmann          | 6:3, 6:4         |
| 2.  | 26. April 2015  | Dothan         | ITF $50.000  | Sand      | Maria Sanchez | Paula Cristina Gonçalves Petra Krejsová | 6:3, 6:4         |
| 3.  | 10. Mai 2015    | Cagnes-sur-Mer | ITF $100.000 | Sand      | Laura Thorpe  | Jocelyn Rae Anna Smith                  | 1:6, 6:4, [10:5] |
| 4.  | 22. August 2015 | Vancouver      | ITF $100.000 | Hartplatz | Maria Sanchez | Ioana Olaru Anna Tatischwili            | 7:65, 6:4        |

## Karrierestatistik und Turnierbilanz

### Einzel
| Turnier                   | 2012      | 2013              | 2014              | 2015              | 2016      | 2017              | 2018              | 2019              | 2020              | 2021      | T / T     | S/N       | Sieg%     |
| ------------------------- | --------- | ----------------- | ----------------- | ----------------- | --------- | ----------------- | ----------------- | ----------------- | ----------------- | --------- | --------- | --------- | --------- |
| Australian Open           | –         | Q2                | Q2                | Q1                | HF        | VF                | 2                 | 2                 | 1                 | 1         | 0 / 6     | 11:6      | 65 %      |
| French Open               | –         | Q2                | Q3                | 1                 | 1         | 1                 | 1                 | HF                | 1                 | 1         | 0 / 7     | 5:7       | 42 %      |
| Wimbledon                 | 1         | 1                 | 1                 | 1                 | 2         | HF                | 2                 | VF                | n. a.             | –         | 0 / 8     | 11:8      | 58 %      |
| US Open                   | 2         | Q1                | 1                 | AF                | AF        | 1                 | 1                 | VF                | 2                 | –         | 0 / 8     | 12:8      | 60 %      |
| Doha                      | –         | –                 | –                 | a. K.             | –         | a. K.             | AF                | a. K.             | –                 | a. K.     | 0 / 1     | 2:1       | 67 %      |
| Indian Wells              | –         | –                 | Q2                | Q2                | AF        | 3                 | 2                 | 3                 | n. a.             | –         | 0 / 4     | 5:4       | 56 %      |
| Miami                     | –         | –                 | –                 | –                 | VF        | S                 | AF                | 2                 | n. a.             | 3         | 1 / 5     | 13:4      | 76 %      |
| Madrid                    | –         | –                 | –                 | –                 | 1         | 1                 | 2                 | 2                 | n. a.             | 2         | 0 / 5     | 3:5       | 38 %      |
| Rom                       | –         | –                 | –                 | –                 | AF        | AF                | AF                | F                 | AF                | 1         | 0 / 6     | 11:6      | 65 %      |
| Kanada                    | –         | –                 | –                 | –                 | VF        | 2                 | AF                | 1                 | n. a.             | AF        | 0 / 5     | 7:4       | 64 %      |
| Cincinnati                | –         | –                 | –                 | –                 | AF        | VF                | 1                 | 1                 | HF                | 1         | 0 / 6     | 6:6       | 50 %      |
| Peking                    | –         | –                 | –                 | –                 | F         | 1                 | 1                 | –                 | n. a.             | n. a.     | 0 / 3     | 5:3       | 63 %      |
| Wuhan                     | n. a.     | n. a.             | –                 | VF                | VF        | 2                 | 1                 | –                 | n. a.             | n. a.     | 0 / 4     | 6:4       | 60 %      |
| Olympische Spiele         | –         | nicht ausgetragen | nicht ausgetragen | nicht ausgetragen | VF        | nicht ausgetragen | nicht ausgetragen | nicht ausgetragen | nicht ausgetragen | –         | 0 / 1     | 3:1       | 75 %      |
| Billie Jean King Cup      | –         | PO                | K1                | K1                | –         | PO                | PO                | PO                | –                 | –         | 0 / 6     | 18:7      | 72 %      |
| Statistik                 | Statistik | Statistik         | Statistik         | Statistik         | Statistik | Statistik         | Statistik         | Statistik         | Statistik         | Statistik | S/N       | S/N       | Sieg%     |
| Gewonnene Titel           | 1         | 2                 | 0                 | 2                 | 1         | 2                 | 0                 | 0                 | 0                 | 1         | Gesamt: 9 | Gesamt: 9 | Gesamt: 9 |
| Gesamt-Siege/-Niederlagen | 34:19     | 34:25             | 24:25             | 52:22             | 46:22     | 40:18             | 31:23             | 40:16             | 8:9               | 10:8      | 319:187   | 319:187   | 63 %      |
| Jahresendposition         | 153       | 112               | 150               | 47                | 10        | 9                 | 39                | 12                | 14                | 111       | N/A       | N/A       | N/A       |

Zeichenerklärung: S = Turniersieg; F, HF, VF, AF = Einzug ins Finale / Halbfinale / Viertelfinale / Achtelfinale; 1, 2, 3 = Ausscheiden in der 1. / 2. / 3. Hauptrunde; KF (kleines Finale) = unterlegen im Spiel um Platz drei; RR = Round Robin (Gruppenphase); n. a. = nicht ausgetragen; a. K. = andere Kategorie; PO (Playoff) = Auf- und Abstiegsrunde im Billie Jean King Cup; K1, K2, K3 = Teilnahme in der Kontinentalgruppe I, II, III im Billie Jean King Cup.
Anmerkung: Diese Statistik berücksichtigt alle Ergebnisse im Einzel bei ITF- und WTA-Turnieren. Als Quelle dient die ITF-Seite der Spielerin. Dargestellt sind nur WTA-Turniere der Kategorien Premier Mandatory und Premier 5 (2009–2020) bzw. die WTA-Turniere der Kategorie 1000 (seit 2021).

### Doppel
| Turnier         | 2012 | 2013 | 2014 | 2015 | 2016 | 2017 | 2018 | Karriere |
| --------------- | ---- | ---- | ---- | ---- | ---- | ---- | ---- | -------- |
| Australian Open | —    | —    | —    | —    | 2    | —    | —    | 2        |
| French Open     | —    | —    | —    | —    | 1    | —    | 1    | 1        |
| Wimbledon       | 1    | 1    | 1    | 2    | AF   | —    | —    | AF       |
| US Open         | —    | —    | —    | —    | —    | —    | —    | —        |

### Mixed
| Turnier         | 2013 | 2014 | 2015 | 2016 | 2017 | 2018 | Karriere |
| --------------- | ---- | ---- | ---- | ---- | ---- | ---- | -------- |
| Australian Open | —    | —    | —    | —    | —    | —    | —        |
| French Open     | —    | —    | —    | —    | —    | AF   | AF       |
| Wimbledon       | 2    | 2    | 2    | —    | —    | —    | 2        |
| US Open         | —    | —    | —    | —    | —    | —    | —        |

## Auszeichnungen
- Most Improved Player of the Year – 2016